# Anne Mette Hansen
Anne Mette Hansen, född 25 augusti 1994 i Glostrup, är en dansk handbollsspelare. Hon spelar som vänsternia i både klubblag och landslag.

## Klubbkarriär
Hansen började spela handboll under ungdomsåren i FHH90, Fløng Hedehusene håndbold, till 2010 då hon var 16 år. Det året började hon på  Københavns Idrætsefterskole och bytte klubb till elitklubben Ajax København. 2014 efter fyra år i Ajax flyttade hon till København Håndbold.2017 värvades hon av den europeiska toppklubben ungerska Győri Audi ETO KC. Med Györ har hon vunnit två raka Champions League titlar 2018 och 2019. Hon blev uttagen som vänsternia i All Star Team 2019 i EHF Champions League. Med klubben har hon också två ungerska mästerskap och två cuptitlar. Inför säsongen 2023/2024 bytte hon klubb till franska Metz HB.

## Landslagskarriär
Landslagskarriären började med spel i ungdomslandslagen. Anne Mette Hansen vann silver vid U-17 EM 2011, guld vid U-18 VM 2012 och slutligen brons vid U19 EM 2013. 2013 blev hon vald till VM-turneringens bästa vänsternia. Sen var det slut på ungdomslandslagsspel. Hon debuterade i A-landslaget den 27 oktober 2013  mot Litauen och blev samma år uttagen VM-slutspelet i december. Hon har sedan dess spelat EM 2014, VM 2015, EM 2016, VM 2017, EM 2018, VM 2019, EM 2020, VM 2021 och EM 2022. 

## Meriter med klubblag
- Champions League 2018 och 2019
- Ungerska ligan 2018, 2019, 2022 och 2023
- Ungerska cupen  2018, 2019 och 2021

### Individuella utmärkelser
- All-Star Team U19-EM 2013
- Årets unga spelare i Damehåndboldligaen 2013/2014
- All-Star Team Champions League 2019